# 利斯堡
利斯堡（法語：Lisbourg，法語發音：[lisbuʁ]）是法国上法蘭西大區加来海峡省的一个市镇，属于阿拉斯区。

## 地理
利斯堡（50°30'25"N, 2°13'1"E）面积17.77 平方千米，位于法国上法蘭西大區加来海峡省，该省份为法国北部沿海省份，西北濒北海，南至索姆省，东临北部省。
与利斯堡接壤的市镇（或旧市镇、城区）包括：博梅斯莱艾尔、克雷皮、埃基尔、埃泽克、莱尔、普雷德凡、韦尔尚。

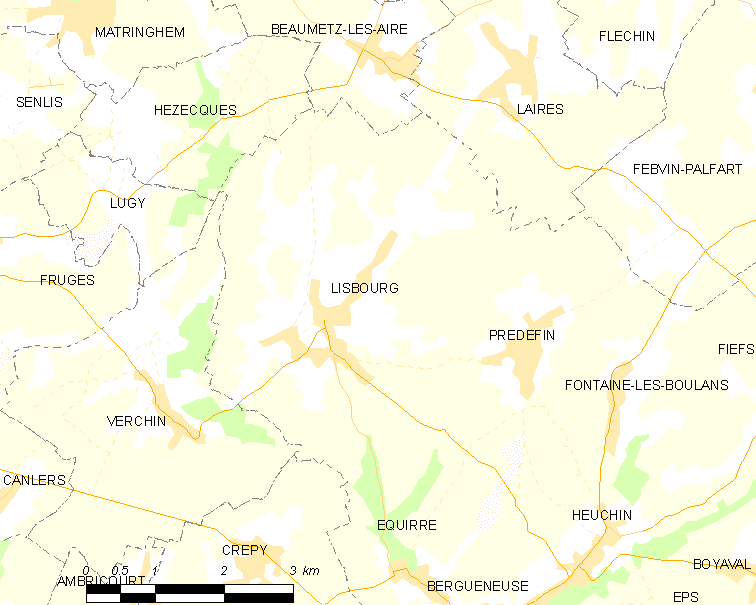
利斯堡的OSM定位图

利斯堡的时区为UTC+01:00、UTC+02:00（夏令时）。

## 行政
利斯堡的邮政编码为62134，INSEE市镇编码为62519。

## 政治
利斯堡所属的省级选区为泰努瓦斯河畔圣波勒县。

## 人口

1962-2008年间利斯堡人口变化图示

利斯堡于2022年1月1日时的人口数量为591人。